# أسل جانبي الأزهار
أسل جانبي الأزهار (الاسم العلمي: Juncus secundiflorus) نوع نباتي يتبع جنس الأسل وينتمي إلى الفصيلة الأسلية.